# Eva (Tennessee)
Eva ist eine Siedlung auf gemeindefreiem Gebiet im Benton County im US-amerikanischen Bundesstaat Tennessee. Zu statistischen Zwecken ist der Ort zu einem Census-designated place (CDP) zusammengefasst worden. Das U.S. Census Bureau hat bei der Volkszählung 2020 eine Einwohnerzahl von 239 ermittelt.

## Geografie
Eva liegt im mittleren Nordwesten Tennessees am Westufer des hier zum Kentucky Lake aufgestauten Tennessee River, der über den Ohio zum Stromgebiet des Mississippi gehört. Die Grenze zu den Nachbarstaaten Missouri und Arkansas verläuft rund 160 km westlich und wird vom Mississippi gebildet. Die Grenze zu Kentucky verläuft rund 60 km nördlich.
Die geografischen Koordinaten von Eva sind 36°03′52″ nördlicher Breite und 88°00′15″ westlicher Länge. Der Ort erstreckt sich über eine Fläche von 5,26 km².
Nachbarorte von Eva sind Camden (9,6 km westlich) und Big Sandy (26 nordnordwestlich).
Die nächstgelegenen größeren Städte sind Evansville in Indiana (288 km nordnordöstlich), Tennessees Hauptstadt Nashville (146 km östlich), Chattanooga (353 km südöstlich) und Tennessees größte Stadt Memphis (234 km südwestlich).

## Verkehr
Die Tennessee State Route 191 führt als Hauptstraße durch Eva. Alle weiteren Straßen sind untergeordnete Landstraßen, teils unbefestigte Fahrwege sowie innerörtliche Verbindungsstraßen.
Mit dem Benton County Airport befindet sich 17 km südwestlich ein kleiner Flugplatz. Der nächste Verkehrsflughafen ist der Nashville International Airport (159 km östlich).

## Bevölkerung
Nach der Volkszählung im Jahr 2010 lebten in Eva 293 Menschen in 134 Haushalten. Die Bevölkerungsdichte betrug 55,7 Einwohner pro Quadratkilometer. In den 134 Haushalten lebten statistisch je 2,19 Personen.
Ethnisch betrachtet setzte sich die Bevölkerung zusammen aus 97,6 Prozent Weißen, 1,0 Prozent Afroamerikanern, 0,3 Prozent amerikanischen Ureinwohnern sowie 0,3 Prozent aus anderen ethnischen Gruppen; 0,7 Prozent stammten von zwei oder mehr Ethnien ab. Unabhängig von der ethnischen Zugehörigkeit waren 1,0 Prozent der Bevölkerung spanischer oder lateinamerikanischer Abstammung.
16,4 Prozent der Bevölkerung waren unter 18 Jahre alt, 62,4 Prozent waren zwischen 18 und 64 und 21,2 Prozent waren 65 Jahre oder älter. 49,5 Prozent der Bevölkerung waren weiblich.
Das mittlere jährliche Einkommen eines Haushalts lag bei 37.841 USD. Das Pro-Kopf-Einkommen betrug 17.833 USD. 25,8 Prozent der Einwohner lebten unterhalb der Armutsgrenze.